# 묵헌종택
묵헌종택(默軒宗宅)은 대한민국 경상북도 칠곡군 왜관읍 석전리에 있는 건축물이다. 1991년 5월 14일 경상북도의 문화재자료 제245호로 지정되었다.

## 개요
묵헌 이만운이 죽은 뒤 유림의 뜻에 따라 조선 순조 20년(1820)에 세운 건물이다. 묵헌 이만운(1736∼1820)은 퇴계, 한강, 문익공을 잇는 정통 성리학자이다.
원래 이 집은 대문채와 방앗간채도 있었으나 지금은 사랑채와 정침, 사당이 남아 있다. 정침과 사랑채는 문익공 이원정의 아들인 이한명(1651∼1681)이 조선 현종 11년(1670)에 세웠고, 사당은 순조 20년(1820)에 유림에서 세웠다.
사랑채는 앞면 10칸·옆면 1칸 규모이며, 지붕은 옆면에서 볼 때 사람 인(人)자 모양을 한 맞배지붕이다. 가운데 중문이 없이 10칸이 연이어 있는 매우 특이한 구조를 이루고 있다.
정침은 앞면 7칸·옆면 3칸 규모로 U자형을 이루고 있다. 사당은 앞면 3칸·옆면 1칸 규모로 지붕은 맞배지붕으로 꾸몄다.
배치형태가 개방적이고, 지역적인 특색을 잘 나타내 주고 있다.

## 같이 보기
- 이만운
- 증보동국문헌비고

## 참고 자료
- 묵헌종택 - 국가유산청 국가유산포털